# Memrisztor
A memrisztor szó két szó összetételéből áll: memory (memória) és resistor (elektromos ellenállás). A memrisztor egy olyan passzív elektromos elem, amelynek az elektromos ellenállása nem állandó, hanem a múltbeli állapotától függ. Az első memrisztort 2007-ben állították elő. Az ellenállás, a kondenzátor és az induktivitás mellett a negyedik passzív áramköri elem.
Leon Chua írta le először a memrisztor létezését 1971-ben. Bár ekkor még csak elméleti szinten létezett, de sikeresen leírta a tulajdonságait.

## Felépítése

Memrisztor felépítése

A Hewlett-Packard mérnökei platina elektródák között titán-oxid réteget hoztak létre. A képen látható narancs színű területet oxigén atomokkal szennyezték, így a p töltéshordozók kerültek többségbe. A fehér színű terület mint szigetelő működik. Abban az esetben ha még nem került feszültség alá az eszköz, akkor a szigetelő szélesebb mint a vezetőréteg, így a memrisztor nagy ellenállású állapotba kerül.
Ha elektromos mezőt kapcsolunk rá, úgy a p szennyezett réteg szélessége megnő, így a vezetőréteg szélesebb lesz mint a szigetelő réteg, és a memrisztor vezetővé válik. E folyamatban fontos szerepe van az alagúteffektusnak nevezett jelenségnek.

Memrisztor hiszterézisgörbéje

A kísérletek a következő jelenséget mutatták: a memrisztor ellenállása nem állandó, más az ellenállása a függvény felfutó és lefutó szakaszában. A görbe a mellékelt ábrán látható. Ez az úgynevezett memrisztor-hiszterézisgörbe (angolul: pinched hysteresis loop). A függvény függ a szennyezettség mértékétől, és a frekvenciától. A görbe nullátmenete jól láthatóan a koordináta-rendszer nullpontjában van, tehát egy passzív elem.

## Tulajdonsága
A memrisztor egy arányt definiál a fluxusváltozással és a töltéssel. Mértékegysége az ohm Ω.
{\displaystyle M(q)={\frac {\mathrm {d} \Phi }{\mathrm {d} q}}}
A memrisztor meghatározása beleillik a korábban definiált elemek körébe.
|                       | elektromos töltés | elektromos áram |
| --------------------- | --- | --- |
| elektromos Feszültség | (reciprokosan) Kapacitás {\displaystyle {\frac {1}{C}}={\frac {\mathrm {d} U}{\mathrm {d} q}}={\frac {\mathrm {d} {\dot {\Phi }}}{\mathrm {d} q}}} | Ellenállás {\displaystyle R={\frac {\mathrm {d} U}{\mathrm {d} I}}={\frac {\mathrm {d} {\dot {\Phi }}}{\mathrm {d} {\dot {q}}}}} |
| Mágneses fluxus       | Memrisztivitás {\displaystyle M={\frac {\mathrm {d} \Phi }{\mathrm {d} q}}}                                                                        | Induktivitás {\displaystyle L={\frac {\mathrm {d} \Phi }{\mathrm {d} I}}={\frac {\mathrm {d} \Phi }{\mathrm {d} {\dot {q}}}}}    |

A memrisztorra a következő összefüggések érvényesek:
{\displaystyle I(t)={\frac {\mathrm {d} q}{\mathrm {d} t}}}
{\displaystyle U(t)={\frac {\mathrm {d} \Phi }{\mathrm {d} t}}}
A memrisztoron eső feszültség közvetlenül kiszámolható a memrisztoron átfolyó áram és memrisztivitás szorzataként.
{\displaystyle U(t)=M(q(t))\cdot I(t)}
A memrisztoron átfolyó áramerősség a következőképpen határozható meg.
{\displaystyle I(t)=W(\Phi (t))\cdot U(t)}
Ahol a W
A memrisztor által tárolt töltés meghatározható ha integráljuk a múltbéli áramerősséget.
{\displaystyle q(t)=\int \limits _{-\infty }^{t}I(t)\ \mathrm {d} t=q(t_{0})+\int \limits _{t_{0}}^{t}I(t)\ \mathrm {d} t},
Az egyes időpillanatokban a memrisztor úgy viselkedik, mint egy ellenállás. Az ellenállás M(q) függ a megelőző áramerősségtől. Egy lineáris memrisztornál, ahol M konstans, érvényes lenne a M=R egyenlőség.

## Felhasználása

Memrisztor jelképi jelölése Leon Chua javaslata alapján, nem szabványosított